# Агафонов Олександр Костянтинович
Олекса́ндр Костянти́нович Агафо́нов (1 (14) вересня 1910  — 7 травня 1998 , Київ ) — економіст, доктор економічних наук (1971).
Закінчив Московський економічний інститут (1949). Працював на Київському вагоноремонтному заводі (1944—1957 рр.); в Інституті економіки АН УРСР: 1958–1983 — старший науковий співробітник, 1983–1989 — старший науковий співробітник-консультант.
Досліджував проблеми господарського розрахунку, ціноутворення, товарно-грошових відносини..

## Праці
- Вопросы внутризаводского хозрасчета в машиностроении. К., 1963;
- Соціально-економічна природа товарно-грошових відносин при соціалізмі. К., 1973 (співавт.);
- Товарное производство и закон стоимости при социализме. К., 1975;
- Товарно-денежные отношения в социалистическом производстве. К., 1989.